# Chu Lệ vương
Chu Lệ Vương (chữ Hán: 周厲王; 890 TCN - 828 TCN) còn gọi là Chu Lạt vương (周剌王) hay Chu Phần vương (周汾王), là vị quân chủ thứ 10 của nhà Chu trong lịch sử Trung Quốc. Ông trị vì từ năm 877 TCN đến năm 841 TCN, tổng cộng 37 năm.
Chu lệ vương nổi tiếng sử sách vì hành vi bạo chúa, xem thường quốc pháp, dẫn đến sự kiện Quốc dân bạo động (国人暴动) khiến Lệ vương phải chạy ra khỏi kinh thành. Thiên tử chạy trốn, hai đại thần là Chu Định công và Triệu Mục công cùng nhau quản lý triều chính suốt 14 năm, gọi là Chu Triệu cộng hòa.
Chu Lệ vương lưu vong được 14 năm thì qua đời, Thái tử kế vị tức Chu Tuyên vương.

## Thân thế
Chu Lệ vương tên thật là Cơ Hồ (姬胡). Ông là con trai Chu Di vương, vị quân chủ thứ 9 của triều đại nhà Chu. Theo Sử ký, ông sinh vào năm thứ 7 thời Chu Hiếu vương, trong khi Hạ Thương Chu đoạn đại công trình xác định ông ra đời vào năm 890 TCN, nghĩa là năm thứ hai của Chu Hiếu vương xét theo năm xác định của công trình này.
Theo Sử ký, vào năm Lệ Vương ra đời, "mùa đông trời đổ mưa lớn kèm mưa đá, bò ngựa chết, vùng sông Giang, sông Hán bị lụt". Đây bị coi là điềm gở, báo trước triều đại suy vong, xã tắc loạn lạc.
Mẹ ông là Vương Cật (王姞), họ Cật (姞姓), là vương hậu của Chu Di vương, xuất thân là con gái của Ngạc hầu, vị quân chủ Chư hầu nhà Chu nước Ngạc.

## Chính sách cai trị
Chu Lệ Vương được Sử ký mô tả là người hám lợi, ham của, sủng ái Vinh Di Công. Đại phu Nhuế Lương Phu can Lệ vương nên sửa đổi nhưng Lệ Vương không nghe theo, vẫn tin dùng Vinh Di Công, thăng chức làm khanh sĩ, cầm quyền trong triều đình.
Lệ Vương sống xa xỉ, làm nhiều điều bạo ngược khiến lòng dân oán hận. Thiệu Công can ngăn Lệ Vương nhưng Lệ vương cũng không nghe. Ông còn tin dùng người thầy cúng nước Vệ, sai theo dõi các quan lại trong triều xem ai dám bàn tán về việc triều chính thì sẽ bắt và giết chết. Vì vậy các chư hầu chán nản, không còn ai có dư luận gì và cũng bỏ việc đến chầu thiên tử.
Năm 845 TCN, sự cai trị của Lệ vương càng hà khắc khiến người dân trong nước không ai dám nói điều gì, đi ngoài đường chỉ đưa mắt nhìn nhau. Chu Lệ Vương lấy làm đắc chí, cho rằng mọi lời phê phán của mọi người đã bị dẹp. Thiệu Công can rằng:
Người trong nước bị đè nén nên không dám nói thôi. Nếu nhà vua chặn họng thiên hạ thì họ sẽ không còn ủng hộ nữa.
Lệ Vương vẫn không nghe theo, tiếp tục chính sách bạo ngược và đàn áp dân chúng.

## Mất ngôi
Năm 842 TCN, nhân dân nổi dậy chống lại triều đình, lật đổ Lệ Vương. Lệ Vương phải bỏ chạy đến đất Trệ. Sự kiện đó được sử gọi là Quốc dân bạo động (国人暴动).
Lệ vương trốn đi, quốc gia không có Thiên tử chủ trì. Trước tình thế đó, Chu Định công (周定公) và Triệu Mục công (召穆公) cùng nhau quản lý việc triều chính thay cho Chu Lệ Vương trong 14 năm, từ năm 841 TCN đến năm 828 TCN, gọi là thời Chu Triệu cộng hòa.
Năm 828 TCN, Chu Lệ vương qua đời tại đất Di. Ông ở ngôi 37 năm, chạy ra ở đất Di 14 năm. Sau khi ông mất, con trai ông là Thái tử Cơ Tĩnh được lập lên nối ngôi, tức là Chu Tuyên vương.